# Ki-a-Kuts Falls

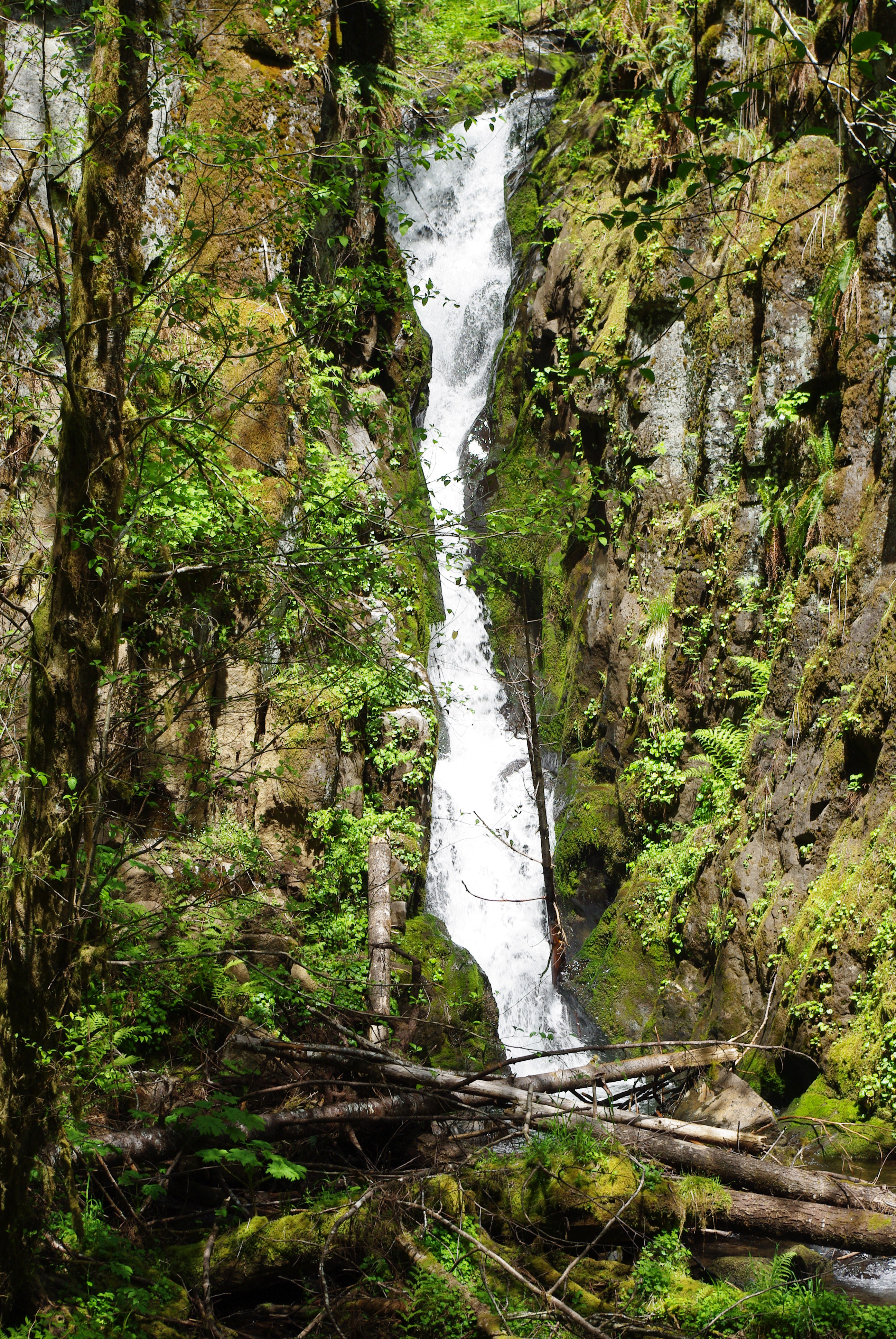
Der Wasserfall

Ki-a-Kuts Falls nennt man einen 12,2 m hohen Wasserfall am Lauf des Tualatin River im Washington County in Oregon, Vereinigte Staaten. Der Wasserfall wurde erst 1993 am abgelegenen Oberlauf des Flusses entdeckt und liegt in einer Höhe von 396 m. Er erhielt seinen Namen nach Ki-a-Kuts, dem letzten Häuptling des einst dort lebenden Stammes der Atfalati.

## Geschichte
Im Juli 1993 erkundete eine Gruppe von acht Wanderern den Oberlauf des Tualatin Rivers. Während dieser Wanderung stieß die Gruppe auf den nichtkartierten Wasserfall. Nach der Rückkehr setzte sich die Gruppe dafür ein, dass der Wasserfall in die Karten eingetragen wurde und einen Namen durch den United States Board on Geographic Names und bundesstaatliche Stellen erhielt. Zunächst wurde Namen wie Lost Falls und Riverkeepers Falls vorgeschlagen, bevor sich die Gruppe auf den Namen Ki-a-Kuts Falls einigte, um die früheren Bewohner des Flusstals zu ehren. Die zuständige Stelle Oregons akzeptierte den Namen am 10. Juni 1999.
In einer Zeremonie vor Ort wurde der Wasserfall am 21. Juni 1999 unter Beteiligung von Vertretern der Confederated Tribes of the Grand Ronde getauft. Ki-a-Kut ist der Name des letzten Häuptlings der in der Gegend ehemals lebenden Indianer vom Stamm der Atfalati, die zur Kalapuya-Sprachgrupe gehörten. Sie bewohnten das Tal am Tualatin River vor der Ankunft weißer Siedler und wurden durch Seuchen nach der Columbian Exchange zu Beginn des 19. Jahrhunderts dezimiert. Die Überlebenden wurden von ihrem Land verjagt und mit Angehörigen anderer Stämme in der Grand Ronde Indian Reservation im heutigen Polk County angesiedelt.

## Beschreibung des Wasserfalls
Ki-a-Kuts Falls hat eine Gesamthöhe von 12,2 m. Er stürzt als einfache Kaskade in einer schmalen Felsrinne herunter und fällt in ein wassergefülltes Becken an seinem Fuß, der durch Bäume vor Blicken abgeschirmt ist. Die Tatsache, dass der Fluss an dieser Stelle einen Knick macht, trug dazu bei, dass der Wasserfall auf Karten nicht eingezeichnet war und erst so spät entdeckt wurde. Der Wasserfall befindet sich rund 520 m oberhalb (westlich) der Mündung des Maple Creeks in den Tualatin River und rund 2200 m nördlich des Barney Reservoirs und somit westlich der Stadt Gaston und des Henry Hagg Lakes, rund 5,5 km östlich der Grenze zum Tillamook County innerhalb des Tillamook State Forests. Geographische Namen mit Bindestrichen werden vom United States Board of Geographic Names oft abgelehnt, in diesem Fall wurde der Namen jedoch akzeptiert, um den Indianerhäuptling zu ehren. Die Confederated Tribes of the Grand Ronde hatten verlangt, dass der letzte Namensteil mit einem K statt mit C geschrieben wird, wie der Namensvorschlag ursprünglich lautete.